# クサバ・ガル
クサバ・ガル（Csaba Gál、1985年3月7日 - ）は、ルーマニアの元ラグビーユニオン選手。

## プロフィール
- ルーマニア・ハウェラ出身[1]。
- 現役時代のポジションはセンター(CTB)。
- 身長 183cm、体重 90kg
- ルーマニア代表通算キャップ数は88でラグビーワールドカップ2007・ラグビーワールドカップ2011・ラグビーワールドカップ2015のルーマニア代表に選ばれた[2]。

## 略歴
CSディナモ・ブクレシュティ、CSMシュティインツァ・バヤ・マーレ、を経て、2015年、Clujに加入。
2018年、現役を引退した。